# Agnes Miegel
Agnes Miegel (Königsberg, Prússia Oriental, 9 de març de 1879 - Bad Salzuflen, República Federal d'Alemanya, 26 d'octubre de 1964) va ser una escriptora, periodista i poetessa alemanya. Va ser membre de l'Acadèmia Alemanya de Poesia (Deutsche Akademie der Dichtung) i doctora Honoris causa per la Universitat de Königsberg.

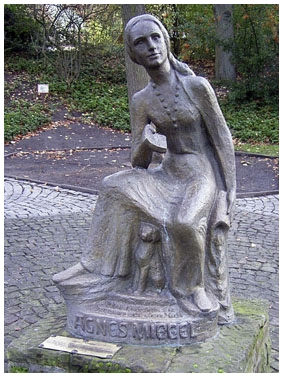
Monument a Agnes Miegel en Bad Nenndorf

Les seves obres més conegudes són balades escrites en la tradició clàssica i poemes sobre la seva terra, Prússia Oriental.

## Obres
- Gedichte ("Poesies") de 1901
- Balladen und Lieder ("Balades" i Lieder) de 1907
- Spiele, un drama de 1927
- Neue Gedichte ("Noves poesies") de 1932

## Premis i reconeixements
- Premi Kleist de poesia (1913)
- Premi Herder (1936)
- Premi Goethe de la Ciutat de Frankfurt (1940)
- Premi de literatura de l'Acadèmia Bavaresa d'Art (Literaturpreis der Bayerischen Akademie der Künste) (1959)
- Premi Cultural de Prússia Occidental (1962)